# Hasan al-Rammah
Hasan al-Rammah Najm al-din al-Ahdab (gestorben um 1294) war ein Alchemist des 13. Jahrhunderts. Er ist für sein Feuerwerksbuch bekannt.

## Leben
Hasan al-Rammah soll relativ früh gestorben sein, im Alter zwischen 30 und 40.
Das Buch ist in zwei Pariser Handschriften erhalten, die sorgfältig geschrieben sind und reichhaltig und farbig illustriert sind. Es beschreibt sowohl zivile als auch militärische Verwendung, Feuerwerkskörper, magische Lampen, Feuerlanzen, Brandbomben, Brandpfeile und Raketen. Die Verwendung als Explosivmittel wird nicht explizit erwähnt. Es finden sich zahlreiche Rezepte von anderen Autoren, manchmal mit dem Zusatz, er habe sie getestet, und z. B. ein Rezept um Belagerungsmaschinen feuerfest zu machen. Das Pulver und viele pyrotechnische Methoden schreibt er dabei den Chinesen zu. Er beschreibt auch eine Erfindung, die als eisernes Torpedo betrachtet werden kann und wofür es kein chinesisches Vorbild gibt.
Nach Partington enthielt das Buch auch schon ein Rezept der Herstellung von Schwarzpulver mit Kaliumnitrat, das aus der Reinigung des Salpeters (Umlösen der Magnesium- und Calciumsalz-Anteile) mit Pottasche gewonnen wurde (z. B. beschrieben von Vannoccio Biringuccio in seiner Pirotechnia 1540). Dem widerspricht Hall in der Neuauflage von Partingtons Buch über Geschichte der Pyrotechnik (und ebenso wenig war das nach Hall den Chinesen bekannt).
Er zitiert häufig zwei ansonsten unbekannte Autoren Muhammad ibn al-Shayzami und Ibrahim ibn Sallam.

## Schriften
- Kitab al-furusiya wa al-munasab al-harbiya (Abhandlung über Reitkunst und Kriegsmethoden), auch kurz als sein Feuerwerksbuch bezeichnet, nach 1280, vor 1294
  - moderne Ausgabe: Najm Al-Din Hassan Al-Rammah, Kitab Al-Furusiyya wa Al-Manasib Al-Harbiyya, (1280), Herausgeber Ahmad Yusuf Al-Hassan, Publications de l'Université d'Alep, 1998. (OCLC 14270417)